# Cressida (band)
Cressida was een Britse muziekgroep op het terrein van symfonische rock, de voorloper van de progressieve rock. De band bestond slechts drie jaar, van 1968 tot en met 1970.
In maart 1968 werd de basis voor de band gelegd toen John Heyworth reageerde op een advertentie in Melody Maker; The Dominators hadden een gitarist nodig. De muziek bleek zeer matig en Heyworth en de zanger Angus Cullen begonnen zelf een band. Kevin McCarthy en Iain Clark voegden zich bij hun en de band Charge was geboren. Zoals veel bands in die tijd begonnen ze met het spelen van covers van onder meer The Doors ("Spanish Caravan"), The Drifters ("Save The Last Dance For Me") en Spirit ("Fresh Garbage"). Daarnaast begonnen Cullen en Heyworth ook zelf schrijven en die muziek werd ook uitgevoerd. De toetsenist Lol Coker verdween al vroeg in 1969; de band heeft dan net een contract bij Vertigo Records, die in navolging van andere platenlabels zich wil ontwikkelen in de progressieve rock. Coker speelde nog mee op de demo, maar werd op het album niet meer genoemd; Peter Jennings is zijn opvolger.
Jennings, die slechts kort hoefde voor te spelen had zijn sporen in de muziek al achtergelaten. Hij speelde met Andy Staines bam The Paramounts, White Rabbit, Chicken Shack en Brinsley Schwartz. De bandnaam werd gewijzigd in Cressida , naar de godin Cressida, maar niet zonder de tussenkomst van William Shakespeares Troilus and Cressida. Ook weer als vele bands begonnen optredens in Hamburg met onder meer Colosseum en East of Eden. De eerste manager Mike Rosen verdween van het podium (hij ging trompet spelen bij Mogul Trash en werd opgevolgd door Mel Baister. Ossie Byrne, die ook de Bee Gees onder zich had, werd producer.
Op tournee speelde de band samen met Black Sabbath, Brian Auger, Barclay James Harvest, Man en Circus. Ze bleven in het clubcircuit spelen, waaronder in de befaamde Marquee Club.
Heyworth is genoodzaakt de band begin 1970 te verlaten nadat zijn ouders een zwaar verkeersongeluk hebben gekregen, resulterend in de dood van zijn vader. De anderen wilden verder, maar ook dat bleek een ijdele poging; de band werd opgeheven.
Iain Clark vertrok naar Uriah Heep, Culley naar Black Widow en later naar Odin. McCarthy vertrok naar Tranquility. John Heyworth zelf overleed in januari 2010. 

## Leden
- Angus Cullen - zang, akoestische gitaar, percussie
- John Heyworth - gitaar, zang (1968-70)
- John Culley - gitaar (1970)
- Lol Coker - orgel (1968-69)
- Peter Jennings - orgel, piano, mellotron (1969-70)
- Kevin McCarthy - basgitaar
- Iain Clark – slagwerk

## Discografie
- 1970: Cressida (Vertigo)
- 1971: Asylum (Vertigo) met Harold McNair